# توم يونغ (لاعب كرة قدم أمريكية)
توم يونغ (بالإنجليزية: Tom Young)‏ هو لاعب كرة قدم أمريكية أمريكي، ولد في 8 يونيو 1907، وتوفي في 12 مارس 1973.